# Indies Records
Indies Records — чешский лейбл звукозаписи, расположен в Брно. Лейбл был основан в 1990 году Миланом Палешом (чеш. Milan Páleš) и Милошом Грубером (чеш. Miloš Gruber). К 2006 году выпущено более 300 записей. Девиз фирмы — «Мы выпускаем только ту музыку, которая нам нравится».
Некоторые известные исполнители, записывавшиеся в Indies Records: Ива Биттова, Зузана Наварова.
Лейбл выпускал номерные альбомы дебютирующих артистов, как правило победителей различных конкурсов и фестивалей, сборники записей со старых виниловых пластинок, а также издал книгу «Чехословацкий рок на граммофонных пластинках» (чеш. Československý rock na gramofonových deskách; дискография чехословацкого рока 1960—1997 годов), авторы Мирослав Балак (чеш. Miroslav Balák) и Жозеф Китнар (чеш. Josef Kytnar).
С 2007 года Indies Records разделился на три независимых подлейбла:
- Indies Scope Records (чешск.)
- Indies MG Records (чешск.)
- Indies Happy Trails (чешск.)